# Rotazione triennale delle colture

Esempio di rotazione triennale delle colture con ridge e furrow.

La rotazione triennale delle colture è una tecnica agricola che si diffuse in varie zone d'Europa a partire dalla fine dell'VIII secolo d.C. (alternando i campi con colture di cereali e/o leguminose, o a disposizione per il pascolo), in sostituzione all'avvicendamento biennale. Questa tecnica aiutava a diminuire il rischio di carestia. Il primo anno nel terreno sono piantati i cereali invernali (coltivati cioè in autunno e raccolti in estate, come il frumento, la segale, l'orzo e l'avena), nel secondo quelli primaverili (dal ciclo vitale più breve, poiché coltivati a primavera e raccolti sempre in estate, come il miglio) e il terzo viene lasciato a maggese (ossia a riposo). Le proprietà venivano dunque coltivate distribuendo equamente terreni con cereali invernali, cereali primaverili e maggese, di modo che le rese fossero stabili nel tempo. Si poteva sostituire al maggese l'erba medica, ancora più efficace per fertilizzare il terreno.

## Antecedenti storici
Fin dall'alba della coltivazione i primi agricoltori constatarono che, continuando a coltivare cereali sullo stesso terreno, la sua produttività diminuiva e i raccolti si contraevano. Ne conseguiva la necessità di abbandonare un campo dopo una serie di raccolti per coltivarne uno vergine: quel terreno rimaneva così inutilizzato finché la prateria non lo avrebbe "invaso". Il potere produttivo dei campi, d'ora in poi, sarà chiamato fertilità. Era questo il sistema della coltura “vagante” o, per l'agronomia francese, il sistema celtico.
Con il progredire della civiltà in età protostorica, sulle sponde del Mediterraneo si stabilì il sistema della rotazione “biennale”: un anno di coltivazione, uno di riposo. Nel sistema mediterraneo il riposo è (si deve sottolineare) “riposo coltivato”: per accumulare acqua il terreno viene lavorato dalla tarda primavera al periodo della semina, per tre o quattro volte. Nelle terre dell'Europa centrale, in cui la necessità di accumulare acqua è meno pressante che sulle rive del Mediterraneo, si stabilì, all'alba dell'età storica degli stessi paesi, la rotazione “triennale”.

## La situazione nel Medioevo
La rotazione triennale si diffonde lentamente nell'alto Medioevo, a partire dalla fine dell'VIII secolo. Fino al basso Medioevo, tuttavia, la rotazione biennale rimase molto diffusa, soprattutto in area mediterranea. Facendo ruotare ogni anno le colture sul terreno (seminando cioè cereali invernali dove il terreno era a riposo, poi cereali primaverili e infine lasciando incolto il terreno), i contadini riportavano in tre anni il terreno alla situazione di partenza: da ciò il nome di "rotazione triennale". Un ulteriore vantaggio era dato dal fatto che, alternando coltivazioni a semina autunnale con quelli a semina primaverile, si realizzava una migliore distribuzione dei momenti di lavoro e di quelli di disponibilità dei prodotti e inoltre rendeva più varia e sana la dieta dei contadini, perché si coltivavano anche legumi, ricchi di proteine.
In questo modo la popolazione dell'epoca poté aumentare la produzione agricola (poiché la superficie coltivata era più ampia) e poté migliorare la qualità della propria nutrizione. Per contro, sostituire la rotazione biennale con quella triennale comportava una diminuzione dell'area riservata al grano, appunto dalla metà a un terzo. Contemporaneamente delle innovazioni tecniche, come la nuova bardatura a collare degli animali impiegati nell'aratura e l'aratro pesante, aumentarono la resa agricola. 
In molte zone d'Europa, le proprietà terriere che non appartenevano al signore feudale o alle organizzazioni ecclesiastiche erano frantumate fra i piccoli contadini. Per realizzare ugualmente la rotazione agraria, c'era la consuetudine che le proprietà limitrofe venissero spesso intercluse e assoggettate alla stessa cultura o allo stesso periodo di riposo (maggese). In tal caso, quindi, doveva sussistere un'organizzazione comune, in genere su rigide basi consuetudinarie, per poter realizzare le rotazioni. Si deve sottolineare che la rotazione triennale si impose, per la sua razionalità, a popoli interi, che ne fecero un sistema non solo agrario, ma economico e giuridico. I campi di ogni villaggio erano divisi in tre grandi appezzamenti, su ognuno dei quali ogni famiglia possedeva lunghe strisce, da un capo all'altro, più o meno larghe secondo la ricchezza della famiglia. Anche i campi del signore erano strisce, più larghe, nei tre campi. Ogni anno un campo era lavorato, su uno cresceva il frumento, su uno orzo, avena o legumi. Dopo la messe l'intero campo costituiva pascolo comune della mandria del villaggio, in cui ogni famiglia aveva diritto di includere un numero preciso di animali, partecipando all'elezione del mandriano.
|      |    | Campo   | Campo   | Campo   |
| 1    | 2  | 3       |         |         |
| ---- | -- | ------- | ------- | ------- |
| Anno | 1º | Grano   | Legumi  | Maggese |
| Anno | 2º | Maggese | Grano   | Legumi  |
| Anno | 3º | Legumi  | Maggese | Grano   |

## Successive evoluzioni
Il sistema creava vincoli tanto rigidi che quando l'evoluzione della tecnologia agronomica suggerì di ampliare le rotazioni a cinque, sei, sette anni, nei villaggi in cui vigeva la rotazione triennale il mutamento dovette superare ostacoli quasi insormontabili. È proprio nell'analisi delle difficoltà del superamento dell'antico sistema agrario e giuridico che il maggiore agronomo tedesco dell'alba dell'Ottocento, Albrecht Thaer, scrisse una delle proprie opere fondamentali, aprendo la strada al superamento del sistema e al trionfo, in Germania, delle rotazioni moderne.